# 平飼
平飼是指在雞之類的家禽放養在雞舍或養雞場之外的地面，讓其能自由活動的一種飼養方法。與平飼相對的為「籠飼」，即將家禽關在籠子裡面，使其無法自由活動的一種飼養方法。
在歐美國家裡，有許多國家為了商品安全性、動物福祉與環境保護等理由禁止籠飼。

## 國際現況

### 臺灣
臺灣的蛋雞仍有90%以上是以傳統的籠飼方法飼養。
行政院農業委員會於2014年公布「雞蛋友善生產系統定義與指南」，除傳統籠飼方法外，另外規範放牧、平飼、豐富化籠飼等3種友善的飼養方式。

### 日本
日本的蛋雞約98%以籠飼方法飼養，平飼則只有2%。
跨國餐飲業集團金巴斯集團的日本分公司規劃於2025年前，將在日本採購的雞蛋全部改成以平飼方式生產的雞蛋，AEON與伊藤洋華堂也有在販賣平飼的雞蛋。

### 美國
美國大型連鎖速食店麥當勞於2015年9月9日宣布，其公司於美國與加拿大的1萬6,000間店於2025年以前，將全面禁止籠飼的雞蛋，改採用平飼的雞蛋。美國連鎖咖啡店星巴克規劃於2020年以前全面改用平飼的雞蛋，並於2008年即開始逐漸改用。美國的冰淇淋連鎖專賣店班傑利公司於歐洲自2005年，於美國則自2007年，開始逐漸改採用以平飼方式生產的雞蛋。雀巢也宣布於2025年以前將其所有產品改以平飼的雞蛋製造。

### 澳洲
澳洲很多大型連鎖超級市場如科爾斯超市等自2013年開始全面禁止銷售籠養雞蛋。